# Minus X Minus = Plus
Minus X Minus = Plus ist das zweite Studioalbum des deutschen Rappers Disarstar. Es erschien am 31. März 2017 beim Major-Label Warner Music Germany.

## Hintergrund
Seine letzte Veröffentlichung war im März 2016 das Mixtape Sturm und Drang. Zuvor erschien im Jahr 2015 sein Debütalbum Kontraste, welches Platz 19 der von GfK Entertainment ermittelten deutschen Albumcharts erreichen konnte. Anfang des Jahres 2017 wechselte Disarstar vom Independent-Label Showdown Records zum Major-Label Warner Music Germany. Kurz darauf gab er bekannt, dass er an seinen zweiten Studioalbum arbeite.
Disarstar war unter anderem am 29. März 2017 bei der Sendung Irgendwas mit Rap des Berliner Radiosenders Fritz zu Gast. Dort wurde er von Visa Vie zu seinem neuen Album interviewt.
Vom 24. April bis 9. Mai 2017 ging Disarstar auf die Minus X Minus = Plus Tour.

## Vermarktung
Die Singles Konsum und Death Metal wurden vorab veröffentlicht. Im ersten Lied tritt der Rapper Tua – bekannt aus der Musikgruppe Die Orsons – als Gastmusiker auf. Produzenten waren SiNCH, Killa M und Typhoon. Es wurden zwei Musikvideos auf YouTube veröffentlicht. Insgesamt umfasst das Album 13 Titel. In der Deluxe-Edition sind noch 6 weitere Bonus-Tracks vorhanden.

## Covergestaltung
Das Albumcover zeigt den Rapper Disarstar, der aus der Hocke Rauch ausatmet. Es hat überwiegend einen Schwarz-Weiß-Stil. Er trägt eine Bomberjacke und eine Jogginghose. Im Hintergrund ist ein Häuserblock zu sehen. Oben im Bild steht der weiße Schriftzug Disarstar. Auf der linken Seite seines Namens ist ein roter Stern zu sehen. Unter seinem Namen steht der Albumtitel in roter Schrift.

## Titelliste

### Album
| #  | Titel                           | Länge |
| -- | ------------------------------- | ----- |
| 1  | Frischer Wind                   | 3:11  |
| 2  | Minus X Minus = Plus            | 4:01  |
| 3  | Wir Zwei (feat. Credibil)       | 3:48  |
| 4  | Ares & Area                     | 3:41  |
| 5  | Für Dich                        | 3:28  |
| 6  | Konsum (feat. Tua)              | 3:36  |
| 7  | Death Metal                     | 2:48  |
| 8  | Glücksrad                       | 4:10  |
| 9  | Geteiltes Leid (feat. Liedfett) | 3:33  |
| 10 | Kapitalismus                    | 4:47  |
| 11 | Beat, Stift und Blatt           | 3:45  |
| 12 | Himmel und Hölle                | 3:37  |
| 13 | Bewegungen                      | 3:55  |

### Bonus-Tracks
| # | Titel                                          | Länge |
| - | ---------------------------------------------- | ----- |
| 1 | 1000 Mal                                       | 3:45  |
| 2 | Bewegungsdrang                                 | 3:51  |
| 3 | Tor zur Welt – SiNCH Remix                     | 3:35  |
| 4 | Kein Glück – SiNCH Remix                       | 3:11  |
| 5 | Konsum (feat. Tua) – Farhot Remix              | 4:09  |
| 6 | Per aspera ad astra (feat. Mohammed Ali Malik) | 3:50  |

## Rezeption
Marcel Schaar vom Juice schreibt, dass Disarstar mit der ersten Singleauskopplung Death Metal „mal eben die aktuelle Deutschraplandschaft“ zerschmettere. Dies gelinge „mit starker Haltung und Delivery“.
Beim Online-Magazin MZEE schreibt Daniel Fersch, Disarstar präsentiere ein „reines – wenn auch wohlklingendes – Produkt“. Auch wenn er die persönlichen und politischen Inhalte des Rappers lobt, kritisiert er zugleich die neue musikalische Ausrichtung Disarstars: „Wo sonst das Rohe, Wilde dem Sound des Rappers den letzten Schliff gab, wirken die neuen Klangwelten zu glatt“.